# Spák Iván
Spák Iván (Alsókaraszló, Ugocsa vármegye, 1900. március 24. – Budapest, 1976. október 4. vagy 1980) magyar hírlapíró, országgyűlési képviselő.

## Élete
1900-ban született az akkor Ugocsa vármegyéhez, ma Ukrajna kárpátaljai területéhez tartozó Alsókaraszló (ukrán nevén Заріччя) településen, görög katolikus vallásban. Középiskoláit Ungvárott, illetve és Budapesten végezte; a szülőföldjén beszélt magyar és ruszin nyelv mellett elsajátította az orosz, a cseh és a francia nyelvet is.
Tanulmányai befejezését követően újságíróként helyezkedett el, 1933-ban már ő volt a kárpátaljai Autonóm Földműves Szövetség hivatalos lapjának, a Russzkij Vesztnyiknek a felelős szerkesztője. Igen tevékenyen vett részt a kárpátaljai magyar politikai mozgalmakban, a térség életében kulturális és társadalmi téren is vezető szerepet töltött be. Tagja volt a Duchnovics Kultúregyesületnek, főtitkára a Russj Sportklubnak és titkára a Kárpátorosz Újságírók Szövetségének.
A trianoni döntéssel Magyarországtól elszakított Kárpátaljának az anyaországhoz való visszacsatolása után, 1939-ben egyike lett azon ottani közéleti szereplőknek, akiket a magyar országgyűlés meghívott képviselőnek a budapesti Parlamentbe.
Miután 1944 őszén a szovjet haderők visszafoglalták a Kárpátalját, a szovjet hatóságok számos ottani, autonómiapárti magyar és ruszin közszereplő ellen eljárásokat indítottak. Köztük volt Spák Iván is, aki a Bródy-per néven hírhedtté vált kirakatper egyik vádlottja volt, a magyar országgyűlés hét másik korábbi meghívott kárpátaljai képviselőjével (Bencze György, Bródy András, Demkó Mihály, Kricsfalussy-Hrabár Endre, Ortutay Jenő, Riskó Béla, Zsegora Ödön) együtt. Közülük Bródyt, Demkót és Kricsfalussy-Hrabárt koholt vádak alapján kivégezték, Ortutay szibériai kényszermunkatáborban halt meg, további három társuk pedig azóta is ismeretlen körülmények között pusztult el, vélhetően úgyszintén szibériai büntetőtáborokban. Spák volt az egyetlen közülük, aki – bár a koncepciós perben őt is elítélték, tíz évet kapott – túlélte a Gulág-éveket. 1991-ben, egykori képviselő-, majd vádlott-társai többségével együtt őt is rehabilitálták.